# Cleocnemis punctulata
Cleocnemis punctulata es una especie de araña cangrejo del género Cleocnemis, familia Philodromidae. Fue descrita científicamente por Taczanowski en 1872.

## Distribución
Esta especie se encuentra en Perú, Venezuela y Guyana.